# 6309 Elsschot
6309 Elsschot este un asteroid din centura principală de asteroizi.

## Descriere
6309 Elsschot este un asteroid din centura principală de asteroizi. A fost descoperit pe 2 martie 1990 la Observatorul La Silla de Eric Walter Elst. El prezintă o orbită caracterizată de o semiaxă mare de 3,01 ua, o excentricitate de 0,05 și o înclinație de 10,1° în raport cu ecliptica.